# Поле любви
«Поле любви» (англ. Love Field) — американский кинофильм 1992 года. Съёмки проходили в Роки-Маунт и Уилсоне, Северная Каролина, США.

## Сюжет
Даллас, 1963 год. Домохозяйка Лурин Хэллетт — страстная поклонница первой леди США Жаклин Кеннеди. Узнав о том, что президент Кеннеди с супругой прибыли с визитом в Даллас, Лурин едет к месту следования их кортежа, надеясь хотя бы краем глаза увидеть их. Однако вскоре оказывается, что на президента было совершено покушение, и он убит.
Лурин отправляется на его похороны в Вашингтон. По дороге она знакомится с чернокожей девочкой по имени Джонелл и её отцом Полом Кейтером. Заподозрив Кейтера в похищении Джонелл, Лурин сообщает о них ФБР, но выясняется, что Пол тайком забрал дочь из приюта, где с ней жестоко обращались. Осознав, что ошиблась, Лурин решает помочь им.

## В ролях
- Мишель Пфайффер — Лурин Хэллетт
- Деннис Хейсбёрт — Пол Кейтер
- Стефани МакФедден — Джонелл
- Брайан Кервин — Рэй Хэллетт
- Рода Гриффис — Жаклин Кеннеди
- Боб Гилл — Джон Ф. Кеннеди

## Даты премьер
Даты приведены в соответствии с данными IMDb.
- США — 11 декабря 1992 года
- Германия — 8 апреля 1993 года
- Аргентина — 22 апреля 1993 года
- Испания — 7 мая 1993 года
- Финляндия — 20 августа 1993 года
- Франция — 1 декабря 1993 года

## Награды и номинации
Полный перечень наград и номинаций — на сайте IMDB.
| Премия                   | Категория              | Имя             | Результат |
| ------------------------ | ---------------------- | --------------- | --------- |
| Оскар                    | Лучшая актриса         | Мишель Пфайффер | Номинация |
| Золотой глобус           | Лучшая актриса в драме | Мишель Пфайффер | Номинация |
| Берлинский кинофестиваль | Золотой медведь        | Джонатан Кэплэн | Номинация |
| Берлинский кинофестиваль | Серебряный медведь     | Мишель Пфайффер | Победа    |